# Illadopsis
Illadopsis — род птиц из семейства земляных тимелий. Обитают в тропиках Африки. Живут в лесах, ведя скрытный образ жизни. Представители входящих в род видов часто встречаются на нижних уровнях леса. Выдают себя в основном свистящими звуками.

## Этимология названия
На греческом illas означает «дрозд», а opsis — «появляющийся».

## Список видов
В род включают следующие виды птиц:
- Illadopsis albipectus
- Illadopsis cleaveri
- Illadopsis distans
- Illadopsis fulvescens
- Illadopsis puveli
- Illadopsis pyrrhoptera
- Illadopsis rufescens
- Illadopsis rufipennis
- Illadopsis turdina

МСОП присвоил всем вышеперечисленным видам кроме одного охранный статус LC, а виду Illadopsis rufescens - охранный статус NT. Входящие в род виды были описаны с 1859 по 1901 годы.